# Acacia salicina
Acacia salicina är en ärtväxtart som beskrevs av John Lindley. Acacia salicina ingår i släktet akacior, och familjen ärtväxter. Inga underarter finns listade i Catalogue of Life.

## Bildgalleri

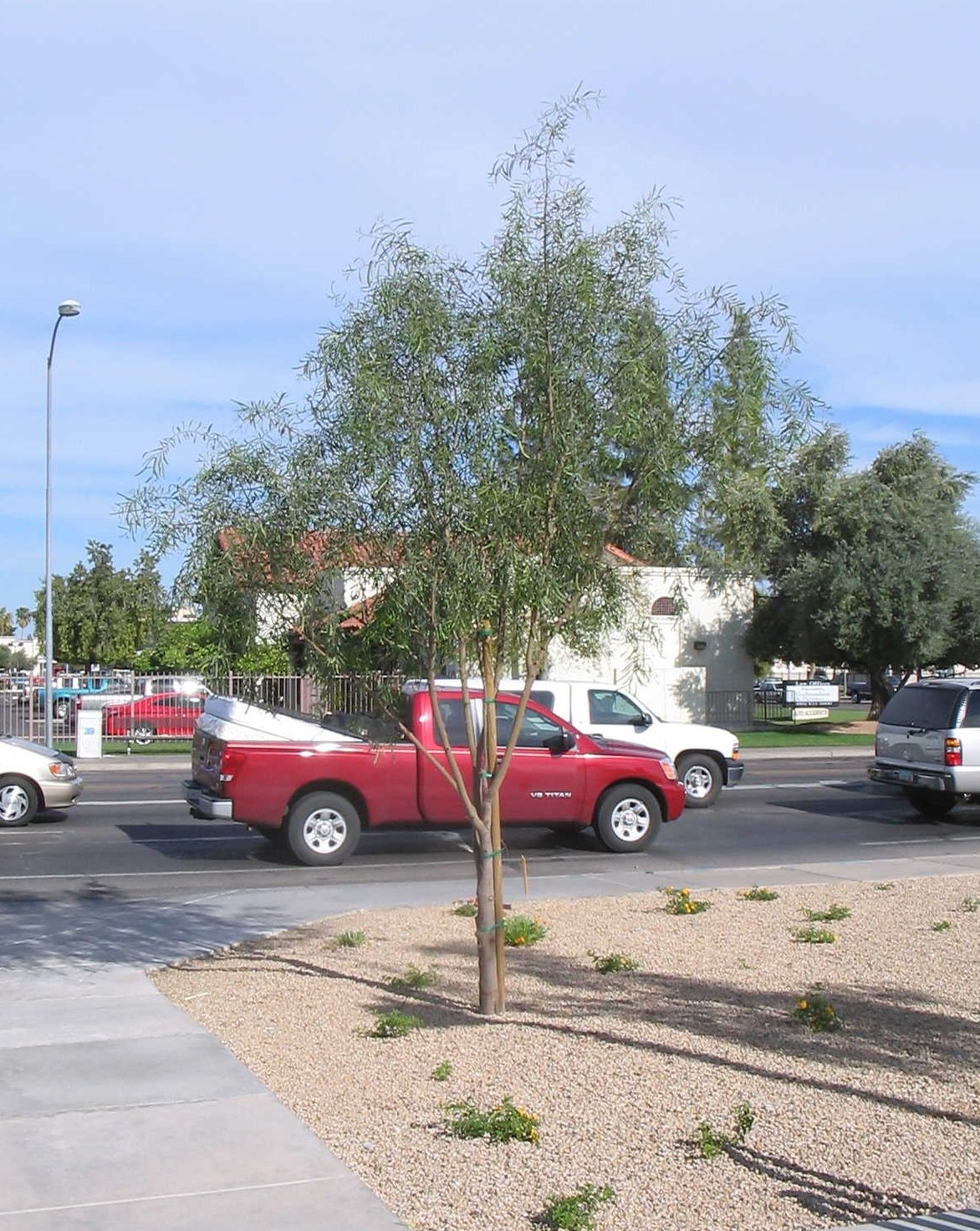
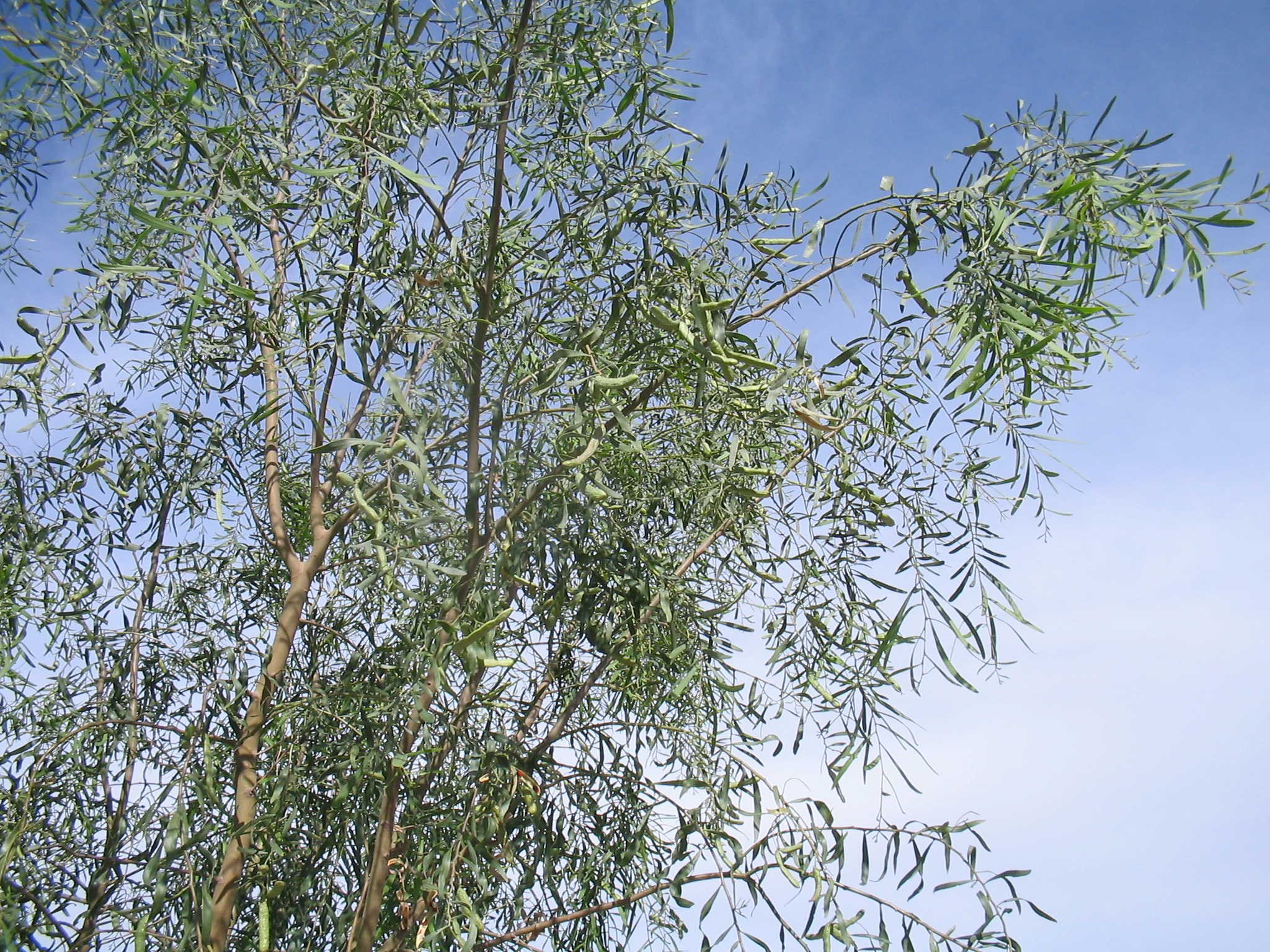
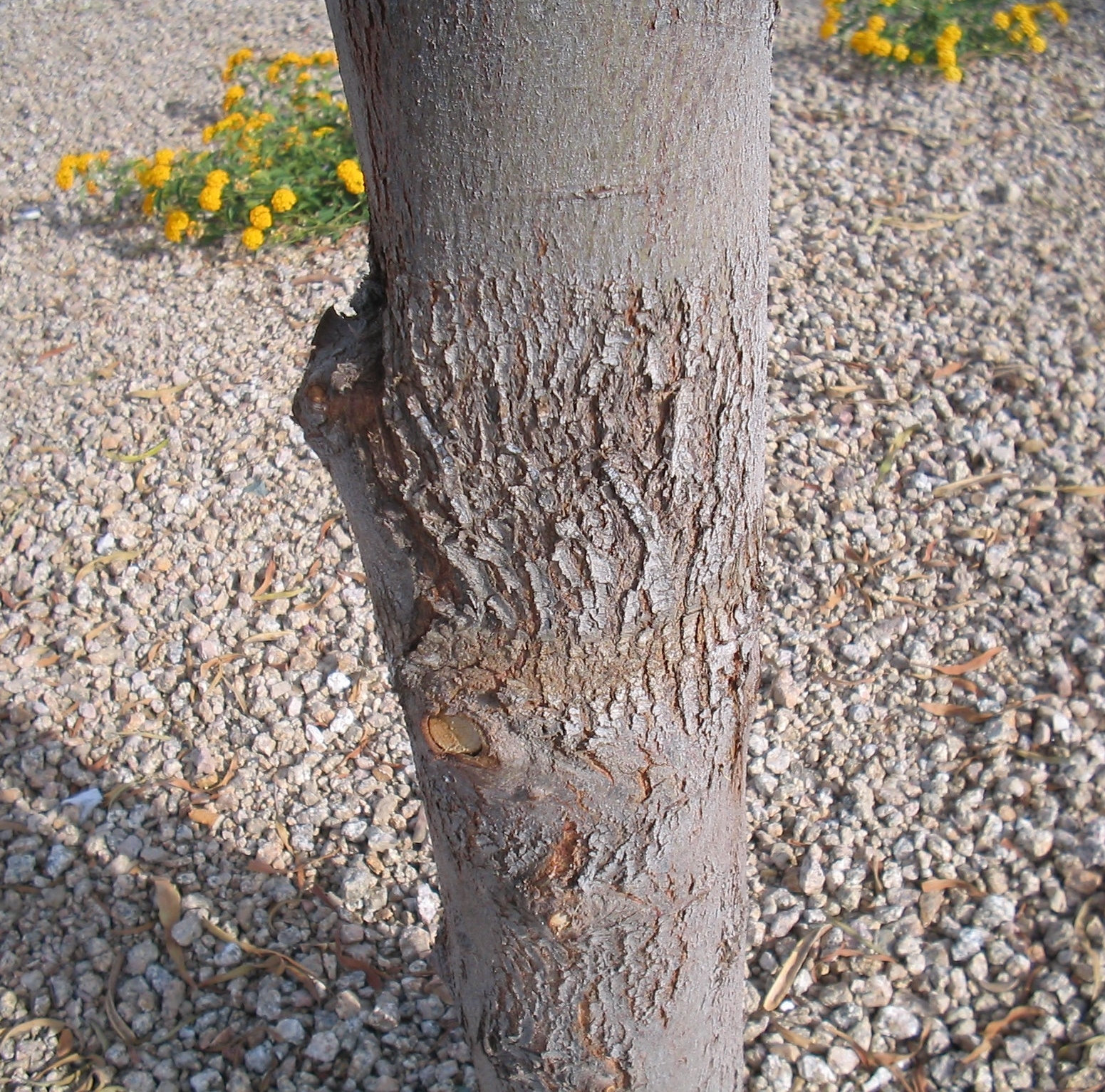
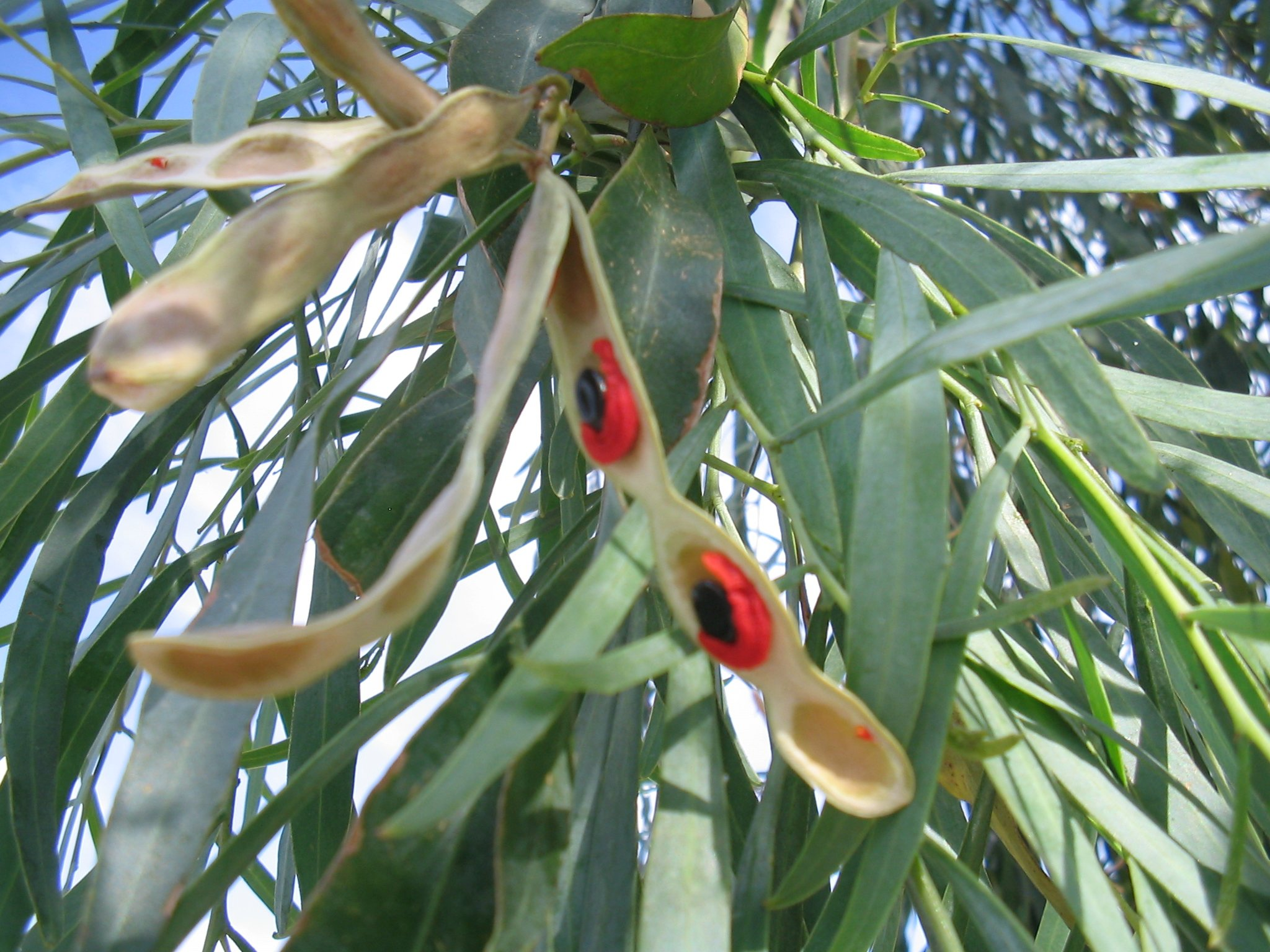